# Saison 2 de Ghost Adventures
 (mars 2025).
- Si vous ne connaissez pas le sujet, laissez ce bandeau (vous pouvez alors contacter les auteurs).
- Si vous supprimez le contenu mis en cause (vous pouvez préalablement contacter les auteurs),

argumentez précisément cette suppression dans la page de discussion
(un manque de référence n'est pas un argument ; une recherche réelle de référence doit avoir été effectuée, être formellement documentée).
 (mars 2025).
Si vous disposez d'ouvrages ou d'articles de référence ou si vous connaissez des sites web de qualité traitant du thème abordé ici, merci de compléter l'article en donnant les références utiles à sa vérifiabilité et en les liant à la section « Notes et références ».
 (mars 2025).
Motif : manque de références qualitatives, TI. Des blogs, des bases de données, des références non centrées. L'article principal est suffisant. Info doublonnant ce dernier. Saison ne se démarquant pas particulièrement.
- Archive Wikiwix
- Bing
- Cairn
- DuckDuckGo
- E. Universalis
- Gallica
- Google
- G. Books
- G. News
- G. Scholar
- Persée
- Qwant
- (zh) Baidu
- (ru) Yandex
- (wd) trouver des œuvres sur Wikidata

| 1. | Préciser le motif de la pose du bandeau. | Précisez le motif de la pose du bandeau en utilisant la syntaxe suivante : {{admissibilité à vérifier\|date=avril 2025\|motif=remplacez ce texte par le motif}}                                   |
| 2. | Informer les utilisateurs concernés.     | Pensez à avertir le créateur de l'article, par exemple, en insérant le code ci-dessous sur sa page de discussion : {{subst:avertissement admissibilité à vérifier\|Saison 2 de Ghost Adventures}} |

Chronologie
Saison 1 Saison 3
Cet article traite de la seconde saison des reportages de Ghost Adventures, une équipe américaine de chasseurs de fantômes.

## Distribution

### Personnages principaux
- Zak Bagans
- Nick Groff
- Aaron Goodwin

## Liste des épisodes

### Épisode 1:Le Château de Preston
- États-Unis :
- France : sur CStar

- Frank White, ancien gardien[1]
- Scott Thomas Anderson, journaliste
- Gloria Young[1], enquêtrice paranormale
- Anne Leong, témoin
- Sharon Leong, témoin
- Joshua Ford, témoin[1]

### Épisode 2:Le Castillo de San Marcos en Floride
- États-Unis :
- France : sur CStar

- Eric Sponberg, témoin
- Dusty Smith, témoin
- Alison Edwards, guide
- Ray Couch, témoin
- John Stavely, écrivain
- Cal Colgan, témoin[4]
- Andy Nance, écrivain
- Karen Harvey, guide
- Bob Christopher, enquêteur en paranormal

La ville où se situe le fort a été le lieu de batailles entre Espagnols et Anglais autrefois notamment le siège du fort par les Anglais en 1702. Aussi sur l'île Anastasia les Espagnols ont massacré en septembre 1565 des Huguenots français refusant de se convertir au catholicisme. Plus tard, la Floride devenue américaine, les Américains ont trouvé des squelettes emmurés dans le fort. 

### Épisode 3:La Purisima
- États-Unis :
- France : sur CStar

### Épisode 4:La Plantation fantôme
- États-Unis :
- France : sur CStar

### Épisode 5:Le Théâtre Bird Cage
- États-Unis :
- France : sur CStar

- Dwight Hall, enquêteur en paranormal

Ce bâtiment de la ville de Tombstone était un saloon et un théâtre ouvert en décembre 1881 et fermé dès 1889. L'endroit était mal fréquenté, sur les quelques années de son ouverture on a compté 26 personnes mortes à la suite de fusillades ou de suicides. Le meurtre le plus connu fut celui d'une certaine Margarita, femme qui travaillait au bordel. 

### Épisode 6:La Prison d'Eastern State
- États-Unis :
- France : sur CStar

- Sean Kelley[8]
- Katharine Driver, écrivain[8]
- Craig Wielkotz[8]
- Charles Adams, écrivain[8]
- Andrew Knaap, témoin[8]

### Épisode 7:La Brasserie Moon River
- États-Unis :
- France : sur CStar

- James Caskey, guide[9]
- Murray Silver[9]
- Gene Beeco, propriétaire[9]
- Chris Lewis, directeur général du Moon River[9]
- Chris Parker, agent de police[9]
- Billie Labuzinsk, barmaid[9]
- Cristina Piva[9], éditrice et témoin
- Sean Sullivan, enquêteur paranormal[9]
- Kevin Grose, enquêteur paranormal[9]

Il s'agit du lieu présumé le plus hanté de la ville de Savannah, ville elle-même considérée comme hantée. Cette ville a notamment connu un siège en 1779 durant la guerre d'indépendance et deux grands incendies. L'édifice de la brasserie Moon River existait dès 1821 mais il fut autrefois un hôtel.

### Épisode 8:L'Auberge anglaise
- États-Unis :
- France : sur CStar

- Christian Jensen Romer, historien[12]
- John Humphries, propriétaire[12]
- Caroline Wallis, fille de John Humphries[12]
- Marc Alway, petit-fils de John Humphries[12]
- Wendy Binks[12], appelée « Lady Snake », sorcière moderne

L’auberge Ram Inn est située à Wotton-under-Edge en Angleterre. À l’origine, en 1145, le clergé fit construire un bâtiment sur un ancien cimetière païen vieux de cinq millénaires, pour y héberger des maçons construisant l’église Sainte-Mary ; avant que cette maison ne devienne celle du premier recteur du village. Des rituels ont également été pratiqués sur ce lieu. En 1968, John Humphries acheta la bâtisse en état de délabrement pour s’y installer avec sa famille. Mais dès le début les phénomènes paranormaux ont commencé, décourageant sa femme qui le quitta après lui avoir supplié en vain de déménager, de même que certaines de ses filles partant s’installer ailleurs. Malgré la hantise, John est resté et seule sa fille Caroline est restée avec lui mais en vivant dans une caravane à côté de la maison.
Des ossements d’enfants et d’une femme ont été découverts lors de travaux dans la cuisine des hommes. Beaucoup de personnes venues dormir ici auraient hurlé et quitté précipitamment l’établissement après avoir vu notamment des meubles léviter. Parmi les fantômes de différentes époques que des témoins ont dit apercevoir, on compte une grande prêtresse, un chien de grande taille qui grognerait près du bar, une petite fille assassinée prénommée « Rosie », une sorcière et son chat puis une femme prénommée Elizabeth mortes au XVIe siècle, un cavalier, deux moines, un berger et même des succubes… Le révérend John Yates, ancien évêque de Gloucester, aurait tenté d’exorciser les lieux, sans succès, et un autre a tout simplement refusé d’y entrer, la jugeant dangereuse. En revanche, on rapporte que 8 personnes qui avaient fréquenté l’auberge ont dû être exorcisées car possédées.